# Astrid Lindgrens värld

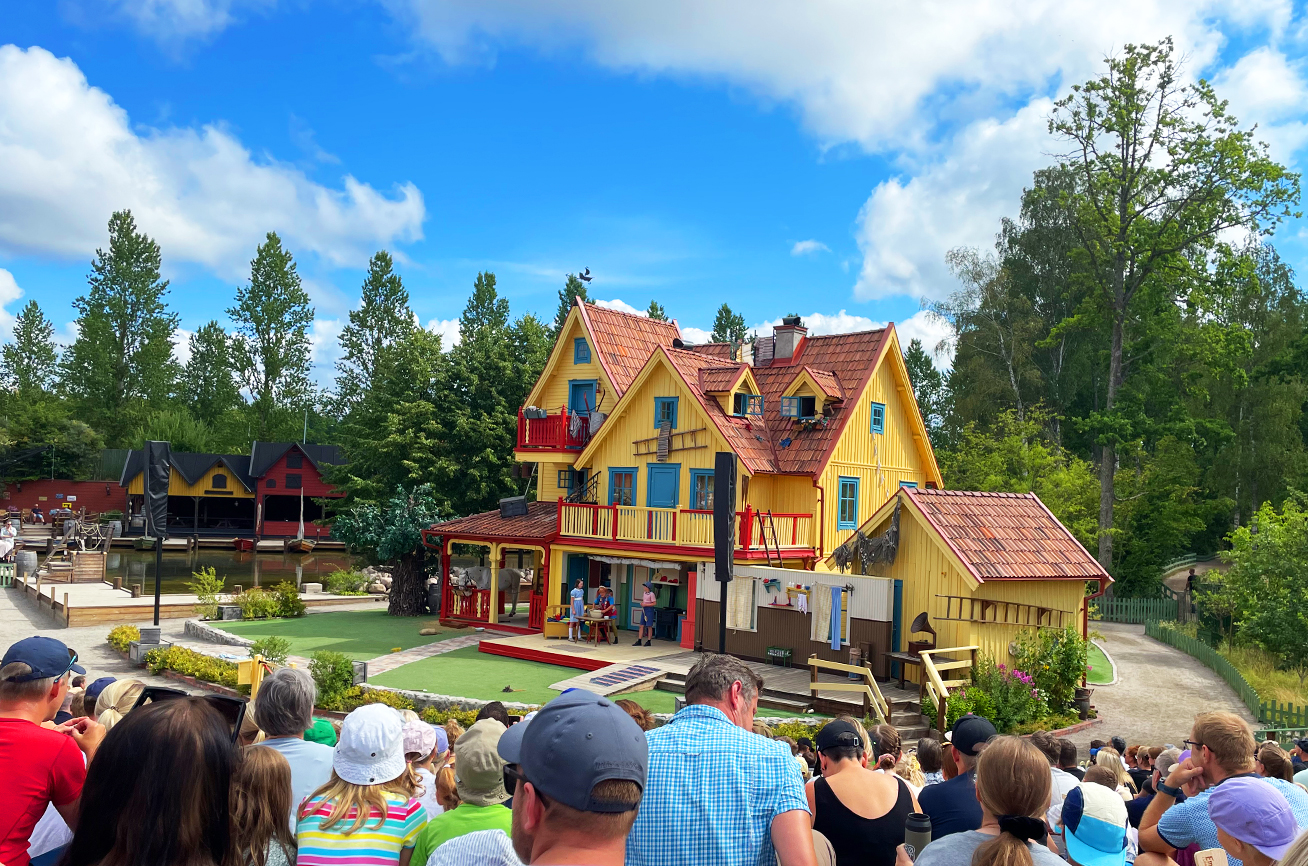
Die neue Villa Kunterbunt in Astrid Lindgrens Värld (2022)

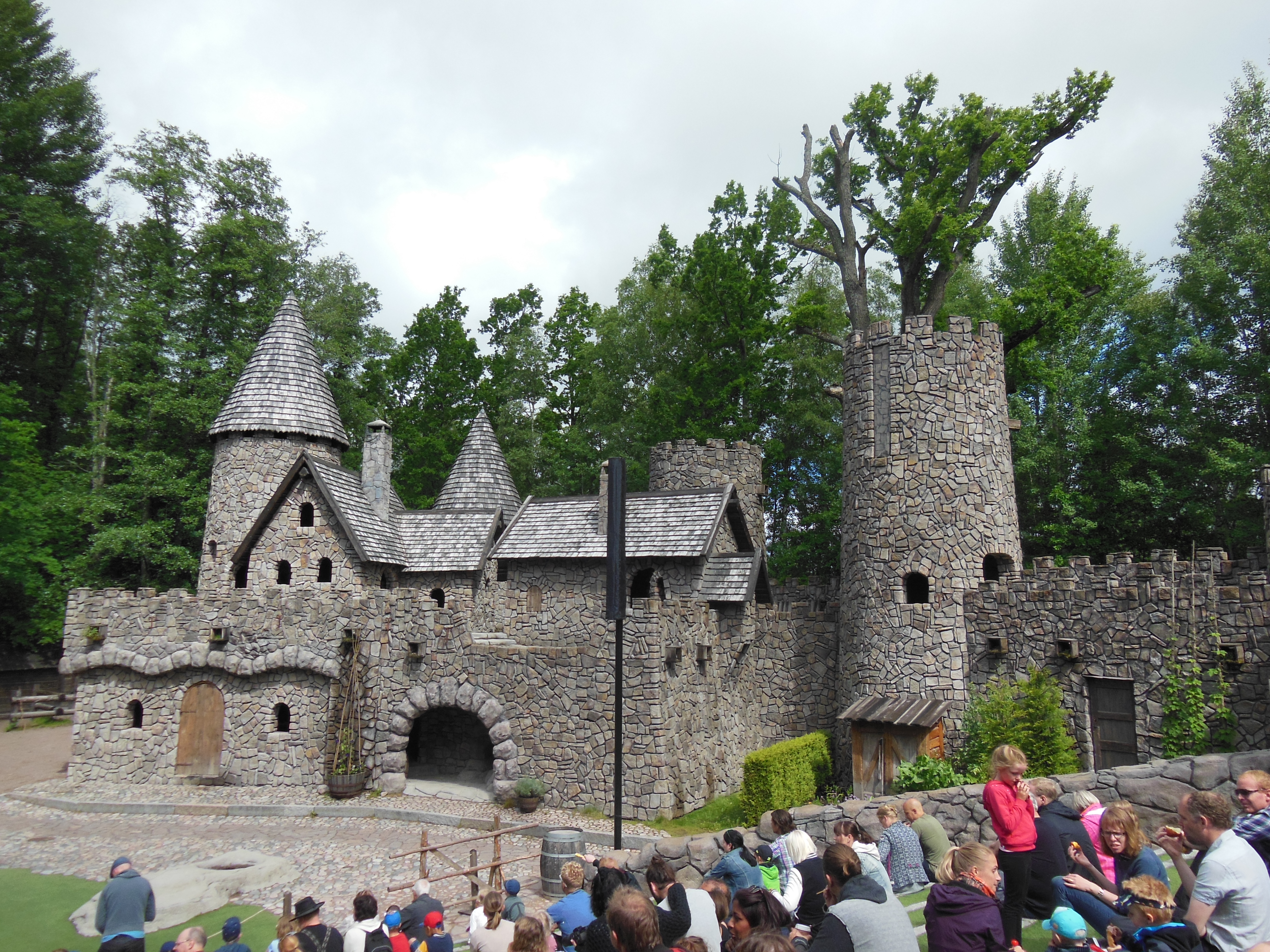
Die Mattisburg (2015)

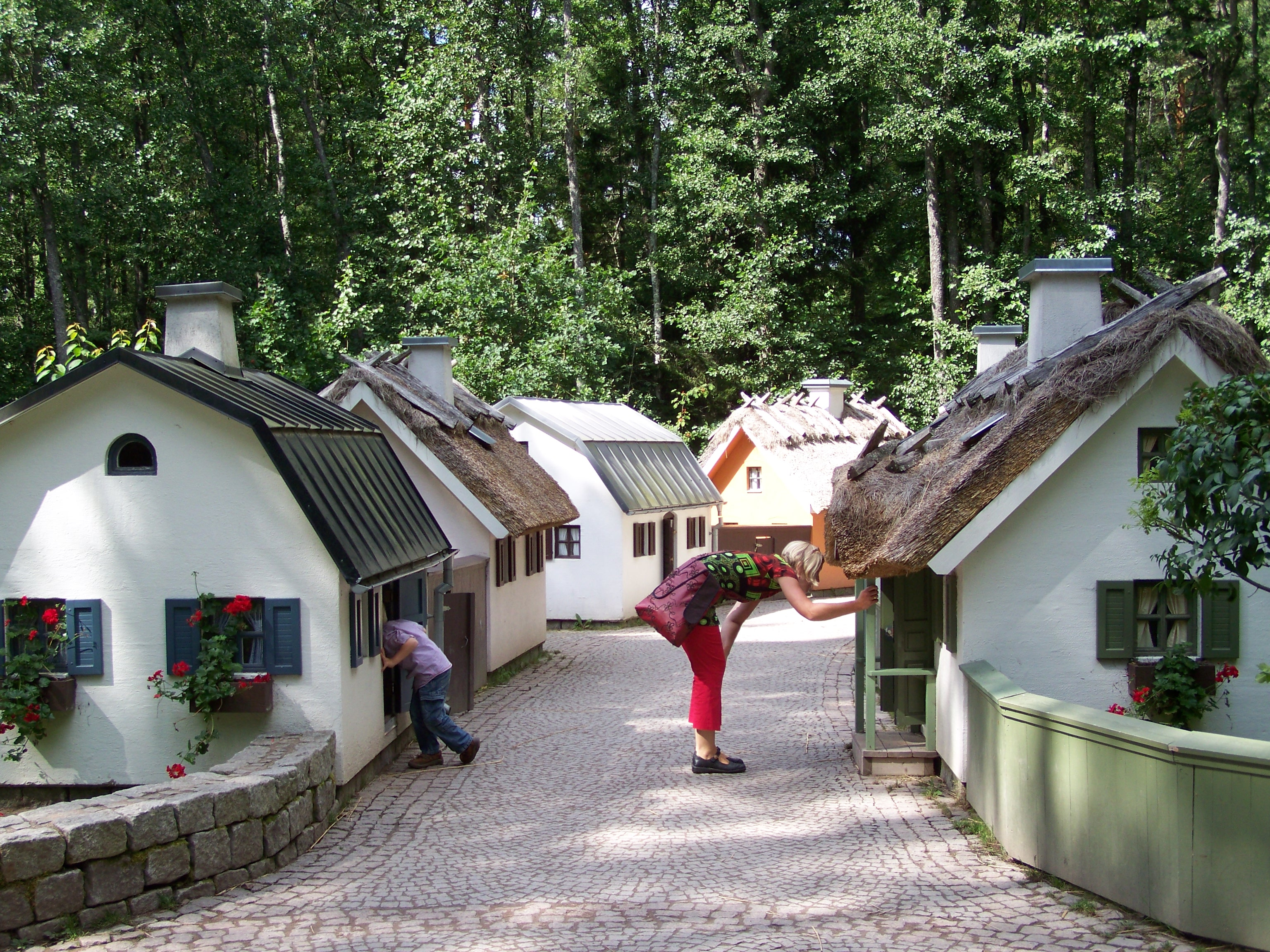
Das Haus von Polly Patents Großmutter (2009)

Astrid Lindgrens värld (deutsch: Astrid Lindgrens Welt) ist ein Themenpark in der schwedischen Ortschaft Vimmerby. Im Park werden die Geschichten der auf Näs bei Vimmerby geborenen Astrid Lindgren thematisiert. Der Park ist von Mai bis August sowie im September und bestimmte Wochen im Oktober und November geöffnet.

## Geschichte

### Der Park
Der Park wurde 1981 gegründet: Die Familien Isaksson, Jalminger und Soowik ließen 1981 das erste Haus, „Katthult“, im Maßstab 1:3 errichten. Weitere Häuser der Lindgren'schen Welt kamen hinzu, alle im Maßstab 1:3. Im Jahr 1989 kaufte der Riquma-Konzern die gesamte Anlage. Das Unternehmen Astrid Lindgrens Värld AB wurde gegründet. Viele neue Schauplätze kamen hinzu. Im Jahr 1990 wurde das „Heckenrosental“ (Die Brüder Löwenherz) in Originalgröße errichtet, 1991 die „Krachmacherstraße“ ebenfalls in Originalgröße. Im Jahr 2000 wurde die „Krachmacherstraße“ um die „Skolgatan“ ergänzt und auf beiden Straßen wurden Läden, Restaurants und Cafés eingerichtet. Im Sommer 2007 kam der erste Schauplatz unter Dach hinzu: „Ferien auf Saltkrokan“. Im Jahr 2009 wurde eine neue „Villa Kunterbunt“ errichtet und ein See mit einem Hafengebiet angelegt. Im Jahr 2020 wurde ein weiteres Mal die Villa erneuert. Diesmal mit drei Etagen und einer Wand, welche in der Show geöffnet werden kann, um die Küche innen zu zeigen.
Rund 475.000 Besucher werden pro Jahr gezählt; während der Hochsaison werden etwa 460 Mitarbeiter in Astrid Lindgrens Welt beschäftigt, davon rund 125 im Theaterbetrieb (Stand 2016).

### Unternehmen
Astrid Lindgrens Värld ist eine unabhängige Aktiengesellschaft.
Im Jahr 1989 wurde das Unternehmen gegründet, Besitzer der Anlage war der Riquma-Konzern, der sie von den Parkgründern, drei einheimischen Familien, erworben hatte. Im Jahr 1991 wurde das Unternehmen Wasa Försäkringar Mehrheitseigentümer und IOGT-NTO und die Kommune Vimmerby Minderheitseigentümer der Gesellschaft. Im Jahr 2000 übernahm dann die Kommune Vimmerby das Unternehmen. Ab Januar 2010 war Astrid Lindgrens Welt zu 84 % im Besitz von Saltkråkan AB und zu 16 % im Besitz der Kommune Vimmerby, im Jahr 2012 befand sich das Unternehmen im Besitz von Saltkråkan AB (88 %) und der Gemeinde Vimmerby (12 %). Im Jahr 2016 gehörte die Aktiengesellschaft zu 90 % der Salikon AB und zu 10 % der Kommune Vimmerby.

## Im Park
Der Park umfasst ungefähr 120.000 Quadratmeter Fläche. Im Park gibt es die Schauplätze der beliebtesten Kinderbücher von Astrid Lindgren: Krachmacherstraße, Bullerbü, Birkenlund, das Haus von Polly Patents Großmutter, Katthult-Hof (erneuert 2013), Karlssons Dach, das Kirschtal und das Heckenrosental, die Mattisburg (2011 neu errichtet), Nils Karlsson Däumlings Haus, die Villa Kunterbunt (2009 und 2020 neu errichtet), Rasmus' Scheune, Ferien auf Saltkrokan, die winzige, kleine Stadt sowie die Brüder Löwenherz (seit Juni 2016).
Die Villa Kunterbunt in der Nähe des Puppentheaters wurde 2009 und 2020 neu eröffnet; bis dahin befand sich eine anders gestaltete Villa Kunterbunt in der Nähe der Krachmacherstraße. Durch die Themenwelt „Ferien auf Saltkrokan“ wurden die Besucher in kleinen Wagen gefahren. Diese Attraktion wurde 2021 abgebaut und in ein Restaurant umgewandelt. Auf mehreren Bühnen werden täglich Aufführungen veranstaltet; ein Puppentheater zeigt Aufführungen für kleinere Kinder.
In vier Restaurants sowie an einigen Imbissständen bzw. Grillplätzen werden Speisen und Getränke angeboten. Im Feriendorf und auf dem Campingplatz können insgesamt etwa 1.000 Gäste Ferienhäuser, Ferienhütten oder Stellplätze für Zelte, Wohnwagen oder Wohnmobile mieten.

## Dreharbeiten
Anfang der 1990er Jahre wurden in der Krachmacherstraße die Filme über Lotta gedreht.

## Salikon-Stipendium
1987 wurde durch Astrid Lindgrens Värld erstmals das Pippi-Langstrumpf-Stipendium vergeben. 1990 wurde es in Astrid Lindgrens värld-Stipendium umbenannt, und seit 2019 hat es den jetzigen Namen Salikon-Stipendium (Salikonstipendiet). Es ist derzeit (2024) mit 40.000 SEK dotiert und wird an Personen oder Organisationen vergeben, die „im Sinne Astrid Lindgrens arbeiten“.
Preisträger:
- 1987: Gunnel Linde (Vorsitzende der Kinderschutzorganisation BRIS)
- 1988: Ilon Wikland
- 1998: Georg Riedel
- 1990–1994: nicht vergben
- 1995: Lars H. Gustafsson (Kinderarzt)
- 1996: Björn Berg
- 1997: Jörgen Lantz
- 1998: Lennart Hellsing
- 1999: Stiftung John Hron
- 2000: Björn Ranelid
- 2001: Isacsson, Jalminger und Soowik (Gründer von Astrid Lindgrens Värld)
- 2002: Vår Teater
- 2003: Barbro Lindgren
- 2004: Hugo Lagercrantz
- 2005: Siv Widerberg
- 2006: Glädjeverkstaden
- 2007: SOS-Kinderdorf[4]
- 2008: Kulturskolan in Vimmerby
- 2009: Ulf Stark
- 2010: Inger Sandberg und Lasse Sandberg
- 2011: Pär Johansson
- 2012: Gunilla Bergström[5]
- 2013: Marianne von Baumgarten-Lindberg
- 2014: Anders Eriksson (Kommunalpolitiker in Vimmerby)
- 2015: Martin Widmark[6].
- 2016: Marit Törnqvist
- 2017: Dilsa Demirbag-Sten
- 2018: Suzanne Osten
- 2019: Ulf NiIlsson
- 2020: nicht vergeben
- 2021: Ylva Mårtens
- 2022: Jan Lööf
- 2023: Pija Lindenbaum
- 2024: Frida Nilsson